# Burny Bos
 (octobre 2018).
Si vous disposez d'ouvrages ou d'articles de référence ou si vous connaissez des sites web de qualité traitant du thème abordé ici, merci de compléter l'article en donnant les références utiles à sa vérifiabilité et en les liant à la section « Notes et références ».
Pour les articles homonymes, voir Bos.
Bernard Gerrit Bos, de son nom de plume Burny Bos, né le 8 avril 1944 à Haarlem, et mort le 1er décembre 2023 à Amsterdam, est un  producteur, scénariste, animateur de télévision, de radio et écrivain néerlandais.

## Biographie
Burny Bos est scénariste, réalisateur de télévision, producteur, et auteur d'ouvrages destinés à la jeunesse.
Il exerce le métier d’enseignant, mais dès 1973, il se met à réaliser des émissions radiophoniques pour les enfants.
À partir de 1976, il effectue également des réalisations pour la télévision hollandaise. À cette époque, ses histoires sont aussi éditées en disque et en cassette, et il a obtenu plusieurs prix pour son travail.
En 1975, paraît son premier album pour les enfants. Il en a écrit plus de vingt-cinq autres depuis.
Il invente par la suite d’autres histoires de grenouilles, de taupes ou encore d'éléphants, mais Burny Bos réalise aussi depuis 1989 des séries télévisées et des films toujours destinés au jeune public.
Il vit à Kortenhoef non loin d'Amsterdam.
Burny Bos est le père de la scénariste et écrivaine Tamara Bos.

## Filmographie

### Producteur et scénariste
- 1989 : Mijn Vader woont in Rio  de Ben Sombogaart[4]
- 1992 : The Pocket-knife de Ben Sombogaart[5]
- 1996 : Le Garçon qui ne voulait plus parler de Ben Sombogaart
- 1996 : Mijn Franse tante Gazeuse de Ben Sombogaart et Joram Lürsen[6]
- 1998 : The Flying Liftboy de Ben Sombogaart[7]
- 1999 : Cowboy from Iran de Ilse Somers[8]
- 2001 : Miaou ! de Vincent Bal[9]
- 2002 : Yes Nurse! No Nurse! de Pieter Kramer[10]
- 2004 : Pluck and his tow truck de Ben Sombogaart
- 2005 : Le Cheval de Saint Nicolas de Mischa Kamp[11]
- 2005 : Gruesome School Trip de Pieter Kuijpers[12]
- 2007 : Een trui voor kip Saar de Diederik van Rooijen[13]
- 2007 : Breath de Margien Rogaar[14]
- 2007 : Mais où est le cheval de Saint-Nicolas? de Mischa Kamp[15]
- 2007 : Ben X de Nic Balthazar[16]
- 2008 : Cut Loose de Jan Verheyen
- 2008 : About Fish and Revolution de Margien Rogaar
- 2008 : Morrison krijgt een zusje de Barbara Bredero[17]
- 2008 : How To Survive…Myself? de Nicole van Kilsdonk[18]
- 2009 : Zwemparadijs de Lodewijk Crijns[19]
- 2011 : Nic Balthazar de Joram Lürsen[20]
- 2011 : Alfie le petit loup-garou de Joram Lürsen
- 2012 : Nono, het zigzag kind de Vincent Bal[21]
- 2012 : Fidgety Bram de Anna van der Heide[22]
- 2013 : Chez Nous de Tim Oliehoek[23]
- 2014 : Sink or Swim de Michiel Vaanhold
- 2014 : Wiplala, le lutin enchanteur de Tim Oliehoek[24]
- 2014 : Kankerlijers de Lodewijk Crijns[25]
- 2016 : Adios Amigos de Albert Jan van Rees[26]
- 2016 : Meester Kikker de Anna van der Heide[27]